# Il mistero delle tre querce
Il mistero delle tre querce (The Three Oak Mystery) è un romanzo di genere giallo/poliziesco scritto da Edgar Wallace e pubblicato nel 1924.

## Trama
I fratelli Smith, ospiti di John Mandle, vecchio poliziotto in pensione, e della sua figliastra Molly, si trovano immischiati in un intricato omicidio abilmente architettato, in cui dovranno mettere in campo tutta la loro abilità investigativa. Un segnale Morse, vieni alle tre querce, e una figura spettrale vista correre nel prato dell'abitazione di Mandle, danno inizio a una storia intricata.

## Personaggi
- Socrates Smith, detto SOC, Investigatore
- Lexington Smith, fratello dell'investigatore
- John Mandle, funzionario di polizia in pensione
- Jetherho, scrittore di articoli scientifici
- Molly Templeton, figlia adottiva di John Mandle
- Robert Stone, amico di Mandle

## Edizioni

### Edizioni in italiano
- Edgar Wallace, Il mistero delle tre querce, compagnia del giallo, gruppo Newton Compton Editori, 1993,  pp. 130, ISBN 8879832557.